# Leif Larsen (kolarz)
Leif Larsen (ur. 30 września 1942 w Odense) – duński kolarz torowy i szosowy, brązowy medalista mistrzostw świata.

## Kariera
Największy sukces w karierze Leif Larsen osiągnął w 1963 roku, kiedy wspólnie z Prebenem Isakssonem, Bentem Hansenem i Kurtem vid Steinem zdobył brązowy medal w drużynowym wyścigu na dochodzenie podczas mistrzostw świata w Mediolanie. Był to jedyny medal wywalczony przez Larsena na międzynarodowej imprezie tej rangi. Trzy lata wcześniej wystartował w tej samej konkurencji na igrzyskach olimpijskich w Rzymie, gdzie wraz z kolegami zakończył rywalizację na piątej pozycji. Startował także w wyścigach szosowych, ale bez większych sukcesów.